# 오일러 방정식
유체 동역학에서 오일러 방정식(Euler's equations)은 유체의 비점성(invisid) 흐름을 다루는 미분방정식이다. 레온하르트 오일러의 이름을 따라 명명되었다.
나비에-스토크스 방정식에서 점성과 열전도가 없는 특수한 경우에 해당한다. 오일러 방정식은 유체의 질량, 운동량 및 에너지의 보존을 나타낸다.

## 정의
오일러 보존 방정식은 다음과 같다.
3차원에 대한 질량 보존(연속) 방정식
{\displaystyle {\partial \rho  \over \partial t}+\nabla \cdot (\rho {\mathbf {u} })=0}
운동량 보존 방정식
{\displaystyle {\partial \rho \mathbf {u}  \over \partial t}+\nabla \cdot ((\rho \mathbf {u} )\otimes \mathbf {u} )+\nabla p=0}
에너지 보존 방정식
{\displaystyle {\partial E \over \partial t}+\nabla \cdot (\mathbf {u} (E+p))=0}
이 외에도 기계일 보존 방정식 등 여러 가지 보존 방정식이 있다.

여기에서,
- {\displaystyle E\equiv \rho e+\rho (u^{2}+v^{2}+w^{2})/2}는 단위 부피 당 총 에너지다. (여기서 {\displaystyle e}는 유체의 단위 질량 당 내부 에너지다.)
- {\displaystyle \mathbf {u} }는 유동 속도이다.
- {\displaystyle p}는 유체의 압력이다.
- {\displaystyle \rho }는 유체의 밀도이다.

두 번째 식에는 이차 텐서의 발산이 포함되어 있는데, 이 식을 아래첨자를 이용하여 쓰면 다음과 같다.
{\displaystyle {\partial \rho u_{j} \over \partial t}+{\partial \rho u_{i}u_{j} \over \partial x_{i}}+{\partial p \over \partial x_{j}}=0}
위의 식들은 질량, 운동량 3개 성분 및 에너지의 보존을 나타낸다. 따라서 방정식은 5개이고 미지수는 6개이다. 이 문제를 닫힌 문제로 만들기 위해서는 방정식이 하나 더 필요한데, 이것이 상태 방정식이라고 불리는 식이다.
밀도가 일정하고, 상태 방정식이 충분히 수치해석적으로 안정적이라면 (stiff equation), 오일러 운동량 보존 방정식을 유선을 따라 적분하여 베르누이 방정식을 얻을 수 있다.
또 오일러 방정식은 유체역학 적으로 매우 도움이 될 수 있다.

## 같이 보기
- 프루드 수
- 나비에-스토크스 방정식
- 이상 유체